# Per Ognissanti cominciano le veglie
Per Ognissanti cominciano le veglie è un proverbio popolare molto antico a sfondo religioso, diffuso in molte zone d'Italia, che riguarda una festività e le abitudini improntate da uno spirito religioso.

## Ognissanti e le veglie
Dopo una giornata di faticoso lavoro, (e per i contadini questo periodo corrisponde al momento della semina), avviene che la famiglia si raccolga nel luogo più caldo per pregare, il quale anticamente era la stalla.